# しぐれ肉巻きおにぎり

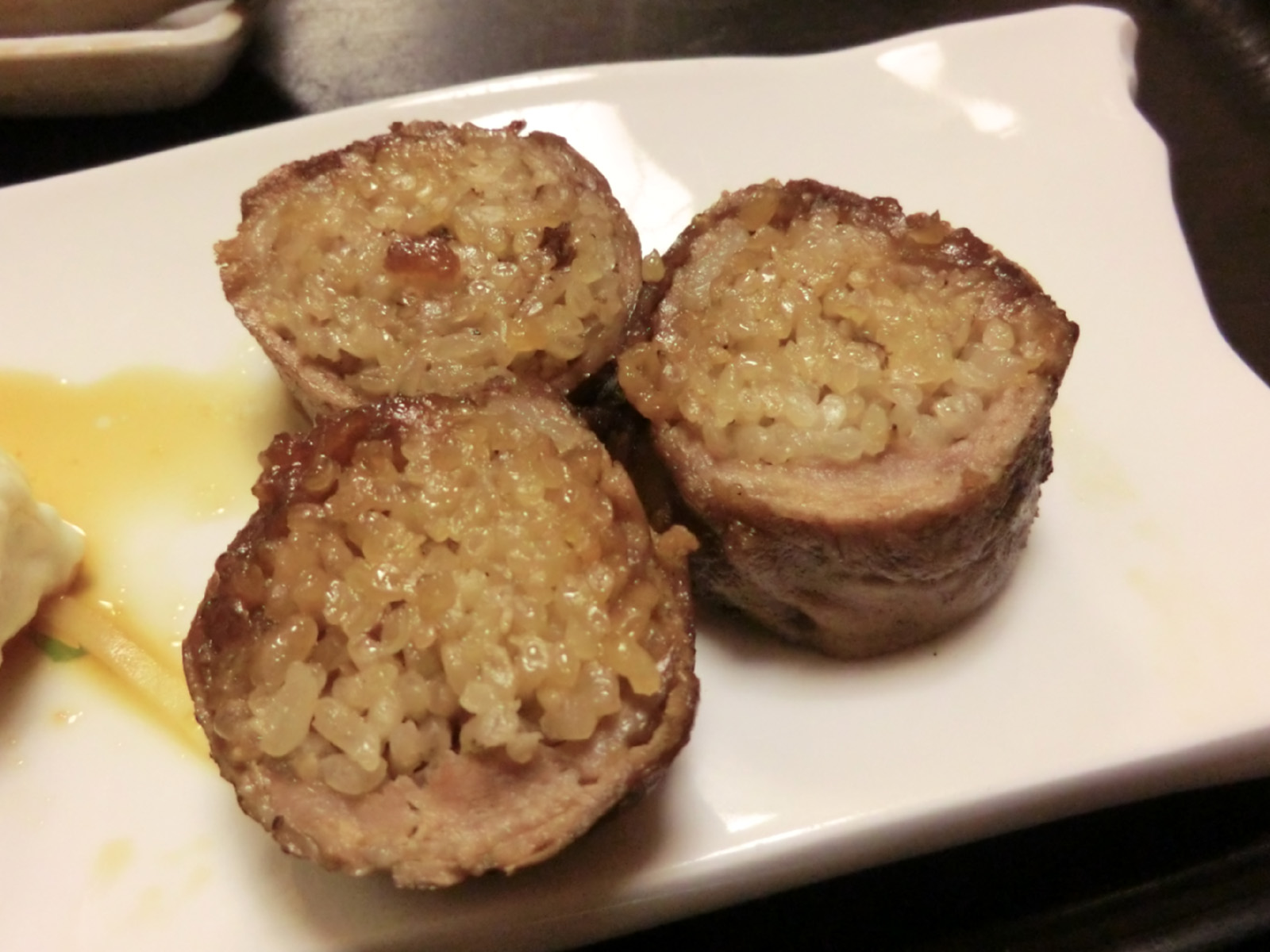
しぐれ肉巻きおにぎり（カットされたもの）

しぐれ肉巻きおにぎり（しぐれにくまきおにぎり）は、あさりの時雨煮を混ぜ込んだご飯を、豚肉で巻いたおにぎり（肉巻きおにぎり）で、三重県桑名市のご当地グルメ。正式名称は「桑名流！しぐれ肉巻きおにぎり」。

## 概要
桑名の新名物食（くわなめし）の発掘を目的に、桑名市の観光協会、商店街連合会青年部、若手の市職員などの有志によって実行委員会が組織され、2010年10月10日に桑名市内で、「くわなめしグランプリ」が開催された。そして、書類選考による1次審査で選ばれた5つのグルメ作品を対象に、参加市民による投票が行われた。その結果、市内在住の栄養士の伊藤忍の作品である「桑名流！しぐれ肉巻きおにぎり」が最も高い人気を博してグランプリに決定し、桑名市の新しいご当地グルメとなった。
2011年現在、しぐれ肉巻きおにぎりは市内多数の飲食店で新メニューとして提供されており、桑名市のご当地グルメとして定着している。また、市観光協会は、しぐれ肉巻きおにぎりが食べられる15店を紹介したマップを製作し、各店の地図やおにぎりを特徴が分かる写真を掲載している。なお、マップは市役所、しぐれ肉巻きおにぎりの取扱店、市の観光案内所で無料配布されている。

## 食材
しぐれ肉巻きおにぎりの材料は、ご飯、時雨あさり、しゃぶしゃぶ用の豚肉、米油、サラダ菜、プチトマト、タレ（醤油、酒、蜂蜜、砂糖、ごま）で、地元産のものを中心に用いる。
時雨あさりは、桑名市名産のあさりの時雨煮で、ご飯に混ぜ込んだ時雨ご飯は、市内の学校給食の定番メニューとなるなど、桑名市民に広く親しまれている。豚肉には、三重県内統一ブランドの「みえ豚」を用いる。米油には、三重県産の米を桑名市内で精米した際に出る米糠から絞った「桑名のこめ油」を用いる。付け合せの野菜も桑名産である。タレは甘辛いもので、隠し味に時雨煮のたまりを加えると、より美味しくなると言われている。

## 調理方法と食べ方
時雨あさりとゴマをご飯に混ぜ込んだ時雨ご飯で俵型のおにぎりを作った後、豚肉を巻き、油を引いたフライパンで焼き色がつくまで焼いて、最後にタレとからめる。
完成したおにぎりは、サラダ菜とプチトマトを添えて皿に盛りつけ、サラダ菜で巻いて食べる。